# Sven Magnus Aurivillius
Sven Magnus Aurivillius  (Estocolmo, 12 de agosto de 1892 — Mörby, 4 de março de 1928) foi um zoólogo sueco.

## Carreira
Ele era o diretor do centro de zoologia marinha em Kristineberg em 1923, mas saiu prematuramente, pouco antes da publicação de sua tese sobre as gorgônias japonesas. Ele foi a oitava geração de sua família a ser médico na Universidade de Uppsala. Seu pai era o entomologista Per Olof Christopher Aurivillius (1853–1928), e seu tio era o zoólogo Carl Wilhelm Samuel Aurivillius (1854–1899).